# Das Jubiläum (Tschechow)

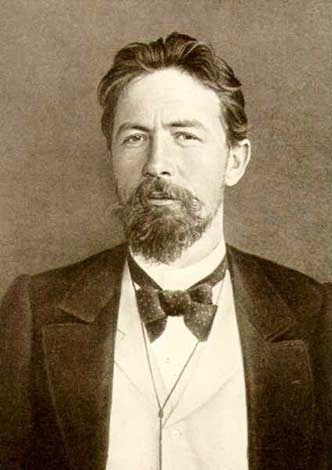
Anton Tschechow

Das Jubiläum (russisch Юбилей, Jubilei) ist ein Einakter des russischen Schriftstellers Anton Tschechow, der – im Dezember 1891 geschrieben – im Februar 1892 in einer lithographierten Moskauer Ausgabe publiziert wurde. Der Autor hatte eine seiner Kurzgeschichten aus dem Jahr 1887 – Ein schutzloses Wesen, eine Persiflage auf alternde jammernde Frauen – in Szene gesetzt. Die deutsche Erstaufführung fand am 20. August 1929 in Gießen statt. Auf dem deutschen Buchmarkt erschien das Stück in der Übersetzung von August Scholz 1953 in Halle.

## Inhalt
Buchhalter Kusma Chirin schimpft seinen Bankdirektor Andrej Schiputschin einen Fratzenschneider und Lumpen. Unter starkem Zeitdruck muss der Buchhalter die restlichen Daten für einen Statusbericht der Bank sammeln. Sein Direktor benötigt das Papier bis zum Nachmittag. Anlässlich des 15-jährigen Jubiläums der Bank wird eine fünf Mann starke Deputation erwartet, die eine in Samt gebundene Glückwunschadresse und eine silberne Kanne überbringen wird. Allerdings hat Schiputschin ein klein wenig nachgeholfen: Die Adresse hat er selbst verfasst, für ihren Einband fünfundvierzig Rubel ausgegeben und auch die Kanne bezahlt. Chirin arbeitet verbissen, weil ihm vom Direktor im Erfolgsfall – also wenn der Auftritt am Nachmittag zufriedenstellend über die Bühne geht – eine stattliche Geldprämie versprochen wurde. Wenn nur die ständigen Störungen das Errechnen der Bankdaten nicht behindern würden! Da wird Chirin vom Direktor zum Beispiel Frauenfeindlichkeit vorgeworfen. Chirins Frau habe sich beschwert. Erst gestern Abend sei sie von dem Gatten mit gezücktem Messer verfolgt worden.
Als nächster Störfaktor betritt Tatjana Alexejewna, die fünfundzwanzig Jahre junge Gattin des Direktors, die Bank. Äußerst lebenslustig hat sie sich, von einer Reise zu ihrer Frau Mutter zurückkehrend, unterwegs vor den Herren im Eisenbahnabteil als Ledige ausgegeben. Alle Einzelheiten der Reise muss sie dem Gatten zum Leidwesen des immerzu rechnenden Buchhalters ausführlich erzählen. Chirin bekommt keine Arbeitsruhe. Die nächste Nervtöterin betritt die Bank: Nastassja Mertschutkina, Frau des entlassenen Gouvernementssekretärs, bezeichnet sich als schwach und schutzlos. Die Dame fordert vom Direktor fünfundzwanzig Rubel und will nicht begreifen – eine Bank hat mit personellen Gouvernementsangelegenheiten, um die es sich in dem vorgetragenen Fall eindeutig handelt, rein gar nichts zu tun. Schiputschin weiß sich nicht anders zu helfen – er verweist die Mertschutkina an seinen Buchhalter. Der nennt sie eine alte Hexe und möchte diese am liebsten pulverisieren.
Die Mertschutkina lässt sich nicht vertreiben. Weil der Direktor die Deputation erwartet und die lästige Frau endlich verschwinden soll, zahlt er ihr das verlangte Geld aus eigener Tasche. Die Mertschutkina bleibt und bringt die nächste Bitte vor. Man möge doch ihren im Gouvernement entlassenen Gatten wieder einstellen. Die Deputation erscheint. Ihr Sprecher kommt nicht recht zu Wort, weil die beiden Damen alternierend verlauten lassen, was ihnen ganz besonders am Herzen liegt. Die Mertschutkina will – wie gesagt – den Job für ihren Mann und die Frau des Direktors muss ihren Reisebericht unbedingt zu Ende erzählen. Darin kommt der Selbstmord eines Verehrers vor, den eine der von der Direktorsgattin besuchten Damen abgewiesen hatte. Die Deputation streicht verlegen die Segel und will später einen neuen Gratulationsversuch probieren.

## Zitat
- Der Frauenfeind Chirin sagt zum Direktor Schiputschin: „Die Weiber verursachen doch überall nur Schaden und Unordnung.“[4]

## Aufführungen
- bei YouTube
  - 2010 Bender: 31 min (russisch)
  - 2014 Tomsk: 24 min (russisch)
  - 2016 Theatraubling

## Verfilmung
- 1944, Sowjetunion, Mosfilm: Das Jubiläum[5] – Spielfilm (russisch) anlässlich des 40. Todestages von Anton Tschechow. Regie: Wladimir Petrow[6]. Mit Wiktor Stanizyn[7] als Bankdirektor Andrej Schiputschin, Olga Androwskaja[8] als seine Frau Tatjana Alexejewna, Wassili Toporkow[9] als Buchhalter Kusma Chirin und Anastassija Sujewa als Nastassja Mertschutkina.[10][11]

## Verwendete Ausgabe
- Das Jubiläum. Schwank in einem Akt. Aus dem Russischen übersetzt von Gudrun Düwel. S. 123–142 in: Wolf Düwel (Hrsg.): Anton Tschechow: Der Kirschgarten. Dramen. 719 Seiten. Rütten & Loening, Berlin 1964 (1. Aufl.)